# Championnat d'Italie de baseball 2008
Navigation
2007 2009
Le Championnat d'Italie de baseball 2008 est la 61e édition du Championnat d'Italie de baseball regroupant les meilleures équipes italiennes de baseball. San Marino Baseball Club est sacré pour la première fois de son histoire.

## Les clubs
| Équipe                     | Ville                           | Stade                      | Capacité |
| -------------------------- | ------------------------------- | -------------------------- | -------- |
| Fortitudo Baseball Bologne | Bologne (Émilie-Romagne)        | Stadio Gianni Falchi       | 4000     |
| De Angelis Godo            | Russi (Émilie-Romagne)          | Stadio Antonio Casadio     | 2000     |
| T&A Saint-Marin            | Saint-Marin                     | Stadio Baseball Serravalle | 2000     |
| Rangers Redipuglia         | Fogliano Redipuglia (Frioul-Vj) | Redipuglia Field           | 1000     |
| Caffè Danesi Nettuno       | Nettuno (Latium)                | Stadio Steno Borghese      | 8000     |
| Montepaschi Grosseto       | Grosseto (Toscane)              | Stadio Roberto Jannella    | 8000     |
| Telemarket Rimini          | Rimini (Émilie-Romagne)         | Stadio Baseball Rimini     | 5000     |
| Cariparma Parme            | Parme (Émilie-Romagne)          | Stadio Nino Cavalli        | 5000     |

## Résultats

### Saison régulière
| Rang |                                  | MJ | Vic. | Déf. | Pct.  | GB  |
| 1er  | Italieri Bologne                 | 42 | 34   | 8    | 0,809 | 0.0 |
| 2e   | Caffè Danesi Nettuno             | 42 | 29   | 13   | 0,690 | 5   |
| 3e   | Montepaschi Grosseto             | 42 | 28   | 14   | 0,666 | 6   |
| 4e   | T&A San marino                   | 42 | 25   | 17   | 0,595 | 9   |
| 5e   | Cariparma                        | 42 | 22   | 20   | 0,523 | 12  |
| 6e   | Telemarket Rimini                | 42 | 19   | 23   | 0,452 | 15  |
| 7e   | De Angelis Godo                  | 42 | 9    | 33   | 0,214 | 25  |
| 8e   | Rangers Redipuglia Baseball Club | 42 | 2    | 40   | 0,047 | 32  |

### Poule demi-finale
| Rang |                      | MJ | Vic. | Déf. | Pct. | GB  |
| 1er  | T&A San marino       | 9  | 6    | 3    | .666 | 0.0 |
| 1er  | Caffè Danesi Nettuno | 9  | 6    | 3    | .666 | 0.0 |
| 3e   | Italeri Bologna      | 9  | 3    | 6    | .333 | 3   |
| 3e   | Montepaschi Grosseto | 9  | 3    | 6    | .333 | 3   |

### Série finale
|                      | MJ | Vic. | Déf. |
| T&A San marino       | 7  | 4    | 3    |
| Caffè Danesi Nettuno | 7  | 3    | 4    |

- Caffè Danesi Nettuno - T&A San marino: 1-7.
- Caffè Danesi Nettuno - T&A San marino: 4-3.
- T&A San marino - Caffè Danesi Nettuno: 5-4.
- T&A San marino - Caffè Danesi Nettuno: 4-3.
- T&A San marino - Caffè Danesi Nettuno: 8-10.
- Caffè Danesi Nettuno - T&A San marino: 4-3.
- Caffè Danesi Nettuno - T&A San marino: 5-7.

25 600 spectateurs assistent aux matches de la série finale, soit une moyenne de 3657 par match.